# Puchar Europy w Biegu na 10 000 metrów 2002
6. Puchar Europy w Biegu na 10 000 metrów – zawody lekkoatletyczne, które odbyły się 6 kwietnia 2002 w Camaiore.

## Rezultaty

### Mężczyźni
| Konkurencja   | 1. miejsce     | Rezultat            | 2. miejsce | Rezultat            | 3. miejsce  | Rezultat            |
| ------------- | -------------- | ------------------- | ---------- | ------------------- | ----------- | ------------------- |
| Indywidualnie | Dieter Baumann | 27:38,51            | José Ríos  | 27:38,82            | Marco Mazza | 27:44,05            |
| Drużynowo     | Włochy         | 1:24:25,40 (23 pkt) | Hiszpania  | 1:24:27,20 (30 pkt) | Niemcy      | 1:24:35,38 (32 pkt) |

### Kobiety
| Konkurencja   | 1. miejsce      | Rezultat            | 2. miejsce       | Rezultat            | 3. miejsce          | Rezultat            |
| ------------- | --------------- | ------------------- | ---------------- | ------------------- | ------------------- | ------------------- |
| Indywidualnie | Mihaela Botezan | 31:19,74            | Fernanda Ribeiro | 31:40,80            | María Luisa Larraga | 31:45,85            |
| Drużynowo     | Portugalia      | 1:36:29,94 (20 pkt) | Hiszpania        | 1:38:01,57 (40 pkt) | Włochy              | 1:38:31,51 (39 pkt) |